# Улица Нура Баяна (Казань)
Улица Нура Баяна (тат. Нур Баян урамы, Nur Bayan uramı) — улица в историческом районе Старо-Татарская слобода Вахитовского района Казани. Названа в честь поэта Нура Баяна (Баянов Нур Галимович, 1905-1945).

## География
Находится внутри квартала, ограниченного улицами Татарстан, Сары Садыковой, Ахтямова и парком Карима Тинчурина.
Пересекается со следующими улицами:
- улица Татарстан[1]
- улица Гаспринского

До постройки в этом районе пятиэтажных жилых домов начиналась от улицы Татарстан и заканчивалась пересечением с улицей Ахтямова.

## История
До революции 1917 года носила название Задняя улица и относилась к 5-й полицейской части г. Казани. Со второй половины 1920-х гг. имела название улица Аккум-Асты. Современное название присвоено 4 декабря 1953 года.
В первые годы советской власти административно относилась к 5-й части города; после введения в городе административных районов относилась к Сталинскому (с 1956 года Приволжскому, 1935–1973), Бауманскому (1973–1994) и Вахитовскому (с 1994 года) районам.